# 大急流城 (明尼苏达州)
大急流城（英語：Grand Rapids）是一個位於美国明尼蘇達州艾塔斯卡縣的都市。根據2020年美國人口普查，該地共人口11,126人，而該地的面積約為63.30平方千米。同時該地也是艾塔斯卡縣的縣治。

## 地理
大急流城的座標為47°14′14″N 93°31′49″W / 47.23722°N 93.53028°W，而該地的平均海拔高度為392米（即1286英尺）。